# حارة الزحف الأحمر (البريقة)
حارة الزحف الأحمر هي إحدى حارات حي الزحف الأحمر الواقع بمديرية البريقة التابعة لمحافظة عدن، بلغ تعداد سكانها 4691 نسمة حسب تعداد اليمن لعام 2004.